# Karl XII (dikt)

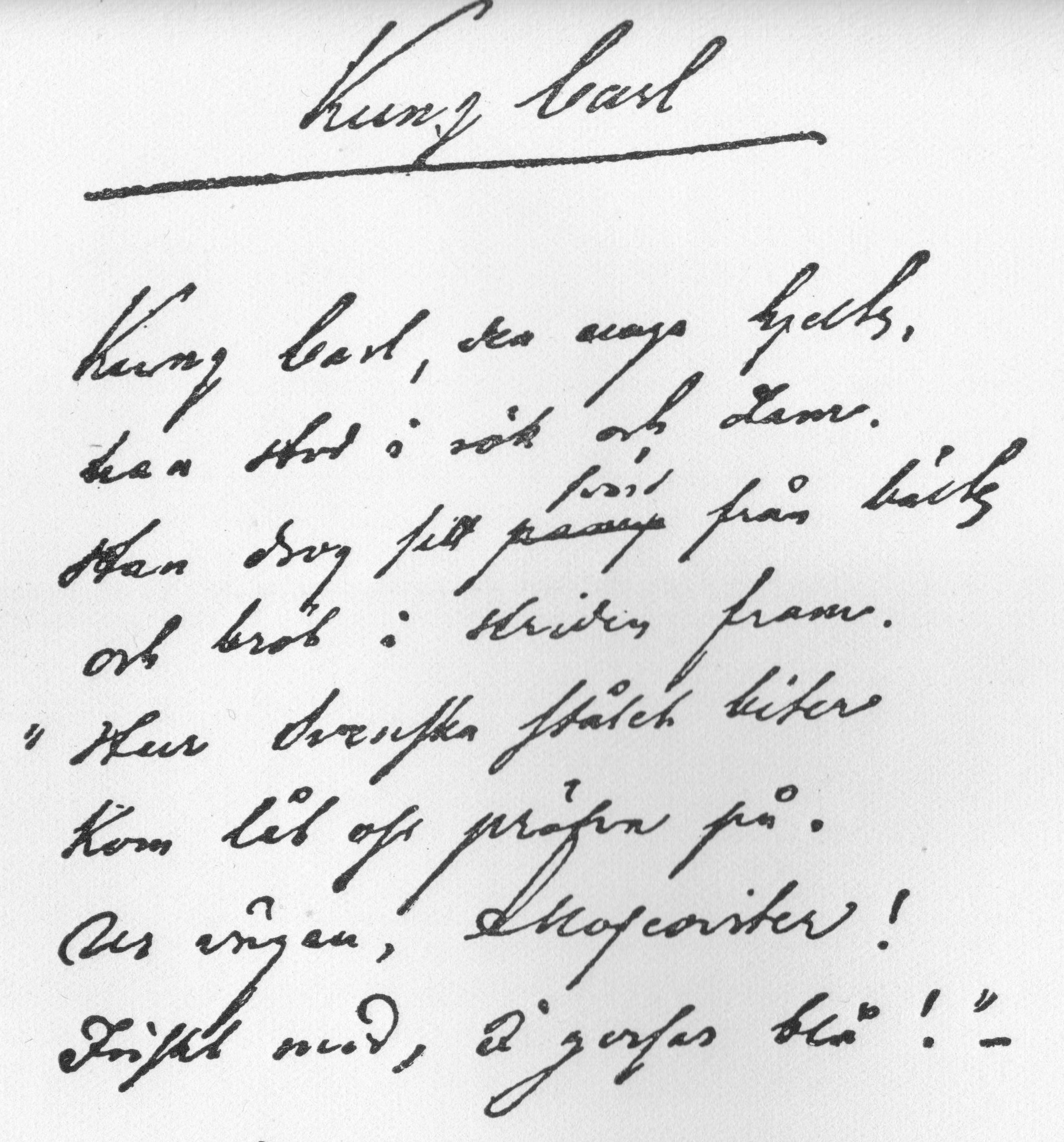
Tegnérs eget manus till dikten finns bevarat vid Lunds universitet.
Kung Carl den unga hjelte,
han stod i rök och dam.
Han drog sitt svärd från bälte
och bröt i striden fram.
"Hur Svenska stålet biter
kom låt oss pröfva på.
Ur vägen, Moscoviter!
Friskt mod, I gossar blå!"

Karl XII är en dikt av Esaias Tegnér skriven 1818.

## Form
Karl XII är skriven enligt versmåttet hildebrandstrof som passar väl för fosterländska dikter och hjältedikter. Det har fått sitt namn efter den forntyska folksagan Hildebrandslied. Det finns ett antal andra kända verk som också är skrivna med samma åttaradiga korsrim, exempelvis psalmen Jag lyfter mina händer och Anna Maria Lenngrens dikt Pojkarne.

## Bakgrund
Den 30 november 1818 inföll hundraårsdagen av Karl XII:s död. Av hänsyn till de då frambringade goda diplomatiska relationerna till Ryssland avstod dock den dåvarande svenska regeringen från att fira detta som en nationell högtidsdag. 
Svenska Akademien uppmärksammade inte heller dagen på något särskilt sätt. 
Karl XII:s minne firades ändå på flera sätt: I Uppsala firade studenterna minnet med en fest i domkyrkan där de sjöng Geijers Viken, tidens flyktiga minnen, i Stockholm firades dagen i Riddarholmskyrkan där Johan Dillner, ledamot i Götiska förbundet, höll tal.
I Lund firades minnet den 12 december av de så kallade "härbärgisterna". Dåvarande adjunkten Christopher Isac Heurlin och docenten Bengt Magnus Bolméer hade sin bostad i en tidigare gästgivargård vid Lilla torg i Lund, "Härbärget", och där brukade yngre lärare och studenter vid universitetet samlas för att bland annat diskutera aktuell politik och litteratur. Bland dessa "härbärgister" kan förutom Tegnér även nämnas professor Jonas Albin Engeström och professor Carl Adolph Agardh. Firandet ägde rum i Karl XII-huset på Stora Södergatan och där medverkade förutom de vanliga härbärgisterna även universitetets prokansler och rektor samt inbjudna kvinnor.
Konstistorienotarien Jacob Johannes Palm höll tal och sedan sjöngs Tegnérs dikt, förmodligen av Palms hustru Euphrosyne Palm. 

## Mottagande
Litteraturhistorikern Fredrik Böök menade att "Tegnér har aldrig överträffat den i lätthet, säkerhet och kraft, i artistisk fulländning; den är mer än ett mästerverk, den är ett underverk.". Henrik Schück (1929) ansåg att Tegnérs beundran för Karl XII hade samma grund som hans välkända beundran för Napoleon I,  och att för Tegnér symboliserade båda hans hjälteideal. Euphrosyne Palm hade i Poetisk kalender för år 1818 hittat den franska romansen Partant pour la Syrie översatt av Atterbom, och Böök trodde att Tegnér därifrån fick inspiration till att använda samma enkla versmått, samma jamber.

## Bevingade ord
Flera stycken i texten har med tiden blivit bevingade ord.
Meningen om att "stå i rök och damm" fanns dock redan sedan 1779 i den danska kungssången Kong Christian stod ved højen mast. 

## Manskör
Dikten tonsattes år 1818 av dåvarande uppsalastudenten Otto Edvard Westermark (1797-1849), och arrangerades för manskör av Eric Jacob Arrhén von Kapfelmann.